# Corona, Kalifornien
Corona är en stad i Riverside County i den amerikanska delstaten Kalifornien med en yta av 91,1 km² och en folkmängd som uppgår till 124 966 invånare (2000).

## Kända personer från Corona
- Ken Calvert, politiker
- Michael Parks, skådespelare
- Tyler Hoechlin, skådespelare